# Liste der Baudenkmäler in Rechtmehring

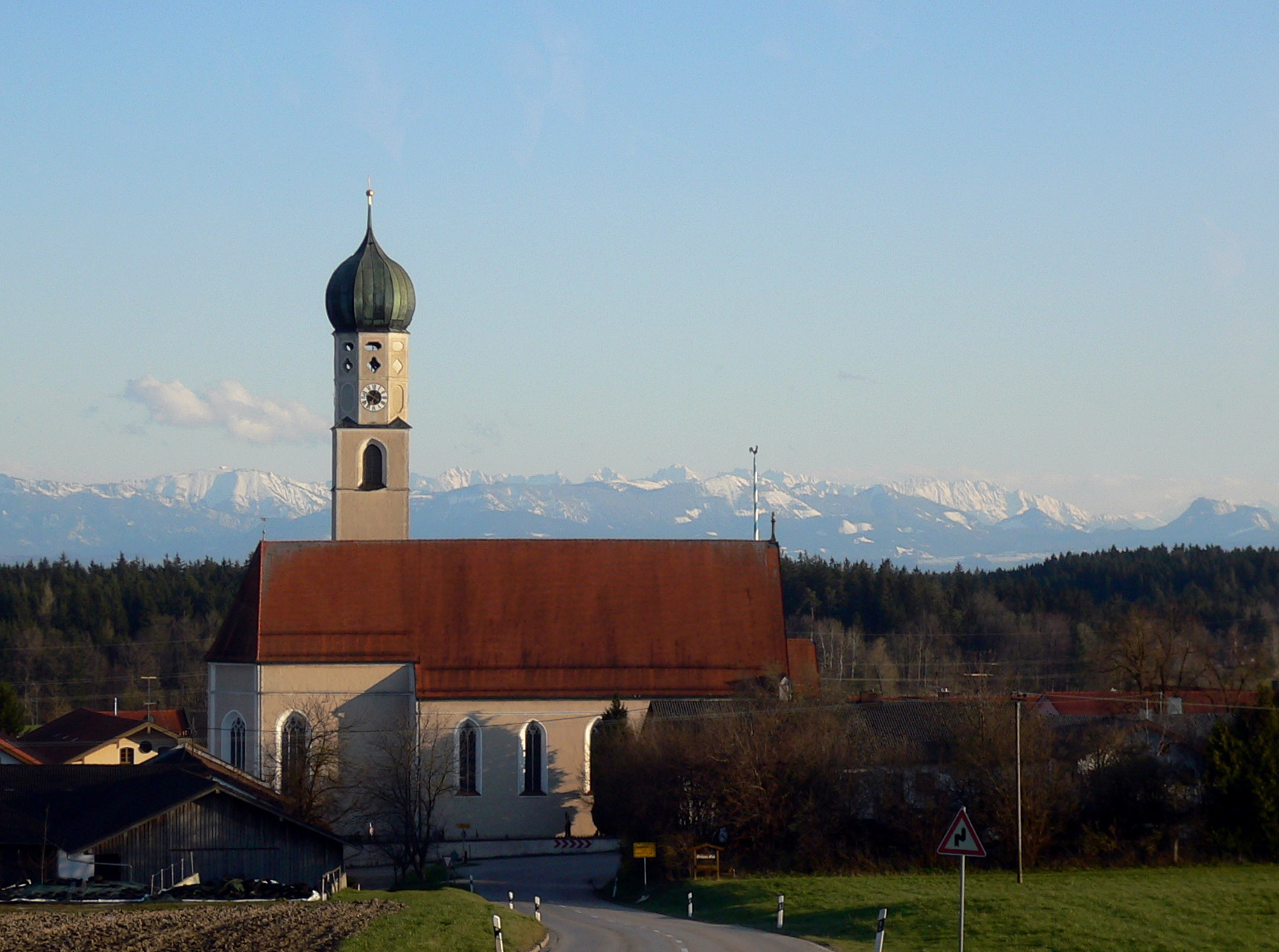
Blick auf St. Korbinian in Rechtmehring

Auf dieser Seite sind die Baudenkmäler in der oberbayerischen Gemeinde Rechtmehring zusammengestellt. Diese Tabelle ist eine Teilliste der Liste der Baudenkmäler in Bayern. Grundlage ist die Bayerische Denkmalliste, die auf Basis des Bayerischen Denkmalschutzgesetzes vom 1. Oktober 1973 erstmals erstellt wurde und seither durch das Bayerische Landesamt für Denkmalpflege geführt wird. Die folgenden Angaben ersetzen nicht die rechtsverbindliche Auskunft der Denkmalschutzbehörde.

## Baudenkmäler nach Ortsteilen

### Rechtmehring
| Lage                       | Objekt              | Beschreibung | Akten-Nr.     | Bild                |
| -------------------------- | ------------------- | --- | ------------- | ------------------- |
| Hauptstraße 1 (Standort)   | Gasthof Kirchenwirt | Haupthaus eines stattlichen Dreiseithofes, zweigeschossiger Flachsatteldachbau mit Kniestock, Putzgliederung und zwei barocken Eck-Steherkern, 1730.                                                  | D-1-83-139-31 | Gasthof Kirchenwirt |
| Hauptstraße 1 (Standort)   | St. Korbinian       | Katholische Pfarrkirche, gotische dreischiffige Halle mit Polygonalchor und Südturm, bezeichnet mit dem Jahr 1519, Turm 1680 erhöht, 1885–95 nach Westen erweitert und neogotisiert; mit Ausstattung. | D-1-83-139-1  | weitere Bilder      |
| Korbiniansweg 4 (Standort) | Bildstock           | Marmorner dreiseitiger Säulenkopf mit gotischen Reliefs auf rundem ausgebauchtem Schaft, bezeichnet mit dem Jahr 1523.                                                                                | D-1-83-139-4  | BW                  |
| Stechlring 2 (Standort)    | Pfarrhof            | Zweigeschossiger barocker Halbwalmdachbau mit Putzgliederung, 18. Jahrhundert; Hofummauerung, aus Bruchstein, 18. Jahrhundert.                                                                        | D-1-83-139-3  | Pfarrhof            |

### Weitere Ortsteile
| Lage                                                    | Objekt                | Beschreibung | Akten-Nr.     | Bild           |
| ------------------------------------------------------- | --------------------- | --- | ------------- | -------------- |
| Brunnthal 1 (Standort)                                  | Wohnstallhaus         | Stattlicher zweigeschossiger Flachsatteldachbau mit Stichbogenfenstern, Putzgliederungen und giebelseitigem Balkon, um 1870. | D-1-83-139-30 | BW             |
| Dunsern 1 (Standort)                                    | Bauernhaus            | Wohnteil des modernisierten Bauernhofs, zweigeschossiger Flachsatteldachbau mit Bundwerkgiebel, bezeichnet mit dem Jahr 1824. | D-1-83-139-6  | BW             |
| Dunsern, Harter Feld in der Flur Berg (Standort)        | Bildstock             | Granitmonolit, bezeichnet mit dem Jahr 1725. | D-1-83-139-7  | BW             |
| Freimehring, Dorfstraße 11 (Standort)                   | Ehemaliges Gasthaus   | Barocker Flachsatteldachbau mit Bändergliederung, Steherker und Lüftlmalerei am Giebel, bezeichnet mit dem Jahr 1769. | D-1-83-139-9  | BW             |
| Freimehring, Nähe Andreasweg (Standort)                 | St. Andreas           | Katholische Filialkirche, kleiner barockisierter Saalbau mit Polygonalchor und Westturm, um 1600 auf gotischer Grundlage, An- bzw. Umbau Ende 17. Jahrhundert; mit Ausstattung.                                                         | D-1-83-139-8  | weitere Bilder |
| Holzham nach Haunolden in der Flur Haunolden (Standort) | Bildstock             | Granitmonolit mit Gusseisenkruzifix, bezeichnet mit dem Jahr 1750. | D-1-83-139-13 | BW             |
| Hochhaus 4 (Standort)                                   | St. Ottilia           | Quellkapelle, kleiner barocker Satteldachbau mit halbrunder Chornische und Brunnen, 17. Jahrhundert; mit Ausstattung. | D-1-83-139-16 | BW             |
| Hochhaus (Standort)                                     | St. Mariä Heimsuchung | Katholische Filial- und Wallfahrtskirche, flacher Rechtecksaal aus Bruchsteinmauerwerk mit eingezogenem gotischem Chor und Dachreiter, um 1500 über romanischen Langhausmauern erbaut, später verändert; mit Ausstattung.               | D-1-83-139-14 | weitere Bilder |
| Holzham 2 (Standort)                                    | Stadel                | Kleiner Ständerbohlenbau mit Bundwerk und Flachsatteldach, gegen Mitte 19. Jahrhundert. | D-1-83-139-17 | BW             |
| Leiten 4 (Standort)                                     | Bildstock             | Granitmonolith mit Bildtafel, bezeichnet mit dem Jahr 1764. | D-1-83-139-21 | BW             |
| Nußbaum 3; Nußbaum 3b (Standort)                        | Bildstock             | Spätgotische Relieftafel aus Rotmarmor mit Haager Wappen im Giebeldreieck, spätgotisch, um 1500. | D-1-83-139-23 | BW             |
| Reit (Standort)                                         | St. Georg             | Katholische Filialkirche, kleiner gotischer Saalbau mit eingezogenem Chor, im Kern spätromanischer Bruchsteinbau, im 15. Jahrhundert gotisiert, Dachreiter bezeichnet mit dem Jahr 1689.                                                | D-1-83-139-24 | BW             |
| Schreiern 1 (Standort)                                  | Parallelhof           | Wohnstallhaus, stattlicher Flachsatteldachbau mit Kniestock, Putzgliederung und Bundwerk über dem Wirtschaftsteil, um 1870/80; Stadel, Flachsatteldachstadel mit Bundwerk und eingebautem Blockbau-Getreidekasten, 18./19. Jahrhundert. | D-1-83-139-25 | BW             |
| Steinweg, Dunsernfeld in der Flur Steinweg (Standort)   | Bildstock             | Granitmonolith mit Bildtafel, bezeichnet mit dem Jahr 1793. | D-1-83-139-26 | BW             |
| Vorderschleefeld (Standort)                             | Waldherrn-Kapelle     | Kleiner Satteldachbau mit Putzgliederung, um 1904; mit Ausstattung; zugehörig zwei Linden. | D-1-83-139-28 | BW             |
| Wies 1 (Standort)                                       | Bundwerkstadel        | Flachsatteldachbau mit gemauertem Erdgeschoss, 1840; aus Langenpfunzen, Stadt Rosenheim, 1996 hierher transferiert. | D-1-83-139-32 | BW             |
| Willerstett 3 (Standort)                                | Ehemaliges Bauernhaus | Zweigeschossiger Flachsatteldachbau mit Blockbauobergeschoss und Bundwerk über ehemaligem Wirtschaftsteil, wohl Anfang 19. Jahrhundert.                                                                                                 | D-1-83-139-29 | BW             |

## Ehemalige Baudenkmäler
In diesem Abschnitt sind Objekte aufgeführt, die früher einmal in der Denkmalliste eingetragen waren, jetzt aber nicht mehr. Objekte, die in anderem Zusammenhang also z. B. als Teil eines Baudenkmals weiter eingetragen sind, sollen hier nicht aufgeführt werden. Aktennummern in diesem Abschnitt sind ehemalige, jetzt nicht mehr gültige Aktennummern.

| Lage                | Objekt                            | Beschreibung                                                                                                  | Akten-Nr.     | Bild |
| ------------------- | --------------------------------- | --- | ------------- | ---- |
| Leiten 6 (Standort) | Hauptgebäude der ehemaligen Mühle | Zweigeschossiger Flachsatteldach mit verputztem Blockbaukniestock, über der Tür bezeichnet mit dem Jahr 1810. | D-1-83-139-20 | BW   |